# Johnny Friedlaender

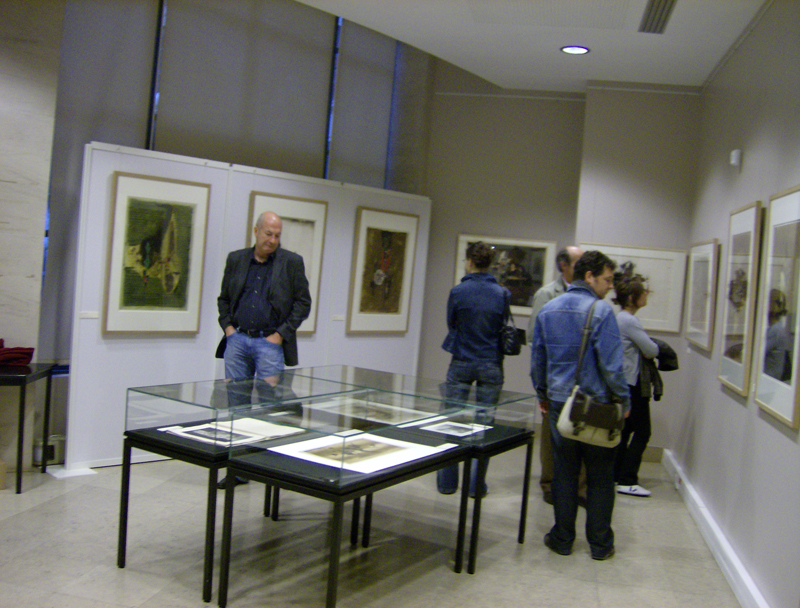
Utställning av Johnny Friedländers tryck vid National Institute of Art History i Paris, september 2008.

Johnny Friedlaender, född den 26 december 1912 i Pless (Pszczyna), preussiska Schlesien, död den 18 juni 1992 i Paris, var en ledande grafiker av tysk börd, vars verk har ställts ut i Tyskland, Frankrike, Nederländerna, Italien, Japan och USA. Hans skickligt utförda färggravyrer återger en motivvärld med delvis surrealistiska, delvis orientaliska inslag.

## Biografi
Friedlaender var son till en apotekare och utexaminerades från Breslau (Wrocław) gymnasiet 1922 och studerade sedan vid Akademie der Bildenden Kunste i Breslau under Otto Mueller. Han avlade examen från akademin som en masterstudent 1928. År 1930 flyttade han till Dresden där han hade utställningar på J. Sandel Gallery och på Dresdens konstmuseum. Han arbetade en tid i Berlin 1933, och flyttade sedan till Paris. Efter två år i nazistiska koncentrationsläger, emigrerade han till Tjeckoslovakien, där han bosatte sig i Ostrava, där han hade den första separatutställningen av sina etsningar.

### Tiden i Frankrike
Friedlaender flydde med sin unga hustru till Paris 1937 som politisk flykting undan den  regimen. Detta året hade han en utställning av sina etsningar med bland annat verk som L 'Equipe och Matieres et Formes. Från 1939 till 1943 hölls han internerad i en rad koncentrationsläger, men överlevde mot dåliga odds.
Efter frigivning 1944 började han en serie av tolv etsningar med titeln Bilder du Malheur med Sagile som sin förläggare. Samma år fick han ett uppdrag att illustrera fyra böcker av Freres Tharaud av Franska akademien. År 1945 gjorde han arbeten för flera tidningar, inklusive Cavalcade och Carrefour. Under år 1947 producerade han arbetet Reves Cosmiques och samma år blev han en medlem av Salon de Mai, en position som han innehade fram till 1969.
Under år 1948 inledde han ett samarbete med konstnären Nicolas De Staël och höll sin första utställning i Köpenhamn på Galerie Birch. Följande år visades han för första gången i Galerie La Hune i Paris. Efter att ha bott i Paris i 13 år, blev Friedlaender fransk medborgare 1950.
Friedlaender utökade sin geografiska spridning 1951 deltog i en utställning i Tokyo av modern konst. Under samma år var han också en av deltagarna i den elfte Trienalen i Milano, Italien. År 1953 hade han producerat verk för en separatutställning på Museum of Neuchâtel och visades på Galerie Moers i Amsterdam, II Camino Gallery i Rom, i São Paulo, Brasilien och i Paris. Han var också deltagare i den franska-italienska konstkonferensen i Turin, Italien samma år.

### Internationellt erkännande
Friedlaender accepterade ett internationellt Art Award 1957 och blev mottagare av biennalen Kakamurapriset i Tokyo. År 1959 fick han av Unesco en lärartjänst på Museum of Modern Art i Rio de Janeiro. Under 1968 höll han utställningar i Puerto Rico, New York och Washington DC. Detta år köpte han också ett hem i Bourgogneregionen i Frankrike. År 1971 var ännu ett år av olika internationella resor med visningar i Bern, Milano, Paris, Krefeld och återigen i New York, där han ställde ut sina målningar på Far Gallery, en plats som blivit känd för sitt stöd till betydande nittonhundratalskonstnärer.
Vid sin ateljé i Paris utbildade Friedlaender yngre konstnärer som själva var på väg att bli framgångsrika, bland vilka kan nämnas Arthur Luiz Piza, Brigitte Coudrain, Rene Carcan, Andreas Nottebohm, Graciela Rodo Boulanger, vilka liksom han själv var inriktade på litografi och etsning.
År 1978 gjordes en retrospektiv utställning av Friedlaenders verk på Musée d'Art Moderne de la Ville de Paris. Han tilldelades Lovis Corinth pris i Regensburg tre år senare. På sin 75-årsdag fick Friedlaender fick en retrospektiv utställning på Bremens konstmuseum.
Johnny Friedländer är representerad vid bland annat Moderna museet.